# Graphiurus christyi
Graphiurus christyi es una especie de roedor de la familia Gliridae.

## Distribución geográfica
Se encuentra en Camerún y República Democrática del Congo.

## Hábitat
Su hábitat natural son: zonas subtropicales o tropicales húmedas de tierras de baja altitud, bosques.